# Municipio de San Felipe Jalapa de Díaz
El Municipio de San Felipe Jalapa de Díaz es un municipio perteneciente al distrito de Tuxtepec, en la región del  Papaloapan del estado de Oaxaca, México. Se localiza en las coordenadas 18°4′ latitud norte y 96°32′ longitud oeste, a una altitud de 140 m s. n. m. Limita al este con San Lucas Ojitlán; al noreste con San Miguel Soyaltepec, al norte con el municipio de San Pedro Ixcatlán; al noroeste con San José Tenango; al oeste con San Bartolomé Ayautla; al sureste con San Andrés Teotilálpam, y al suroeste con San Pedro Teutila. El municipio tiene una población total de 27,979 habitantes.

## Toponimia
San Felipe se llama en recuerdo al primer santo mexicano, San Felipe de Jesús; Jalapa que deriva del vocablo náhuatl "Xallapan" (el nombre propio puede ser Xal-a-pa y Xalla-pa; en el primer caso se compone de xalli, arena, de atl, agua, y de pa, en; y significa: “En agua de arena o arenosa”. En el segundo, se compone de xalla, arenal y de pa, en o sobre; y significa: “En o sobre el arenal”. Ambos nombres pueden escribirse también Xalapan y Xallapan.) y de Díaz en honor al expresidente de México, Don Porfirio Díaz.
En el idioma mazateco, San Felipe Jalapa de Díaz recibe el nombre de "Ntáxjo̲".

## Historia
Este municipio se fundó el 15 de marzo de 1825.

## Geografía

### Extensión
El municipio cuenta con una superficie de 134 885 km², que representa el 0.1 % del territorio estatal y el 2.43 % del distrito de Tuxtepec. 

### Orografía

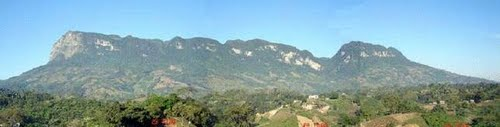
Vista panorámica del cerro Rabón. De Grupo "MYA"

Jalapa de Díaz posee un atractivo natural que lo hace especial, el cerro Rabón, con una altura de 1228 m, es una montaña que forma parte de la Sierra Madre Oriental. Es parte importante de un sistema de montañas que se extiende entre las ciudades de Orizaba (Veracruz) y Oaxaca de Juárez.
En la región existen algunas planicies y llanuras que son muy importantes para el pastoreo, la ganadería y la agricultura.

### Hidrografía
El Municipio se localiza en la margen izquierda del río Santo Domingo.

### Clima
El clima es caluroso, mantiene una temperatura de 24.7 °C con régimen de lluvias en los meses de junio, julio, agosto, septiembre y octubre.

### Principales ecosistemas
Flora: La flora que caracteriza al municipio es la de selva media, se encuentran en él las siguientes especies, el ámate, higo, aguacatillo, caoba, roble, cedro, lima, palma, ceiba y hormiguillo.
Fauna: La fauna del municipio es de tipo silvestre, presenta las siguientes especies: venado, temazate, jaguar, venado cola blanca, zorro gris, puerco espín, armadillo, mapache, aguilillas y gavilán.
Recursos naturales: La explotación de maderas para la fabricación de muebles propios para el hogar.
Características y uso del suelo: El tipo de suelo localizado en este municipio es el fluvisol-éutrico.

## Perfil socioeconómico

### Grupos Étnicos
De acuerdo a los resultados que presentó la Encuesta Intercensal 2015, en el municipio habitan un total de 24,761 personas que hablan alguna lengua indígena, destacando la lengua mazateca. Esto es el 88.50% de la población.

### Evolución Demográfica
De acuerdo con los resultados obtenidos en la Encuesta Intercensal 2015 , el municipio cuenta con un total de 27,979 habitantes. De los 27,979 habitantes de San Felipe Jalapa de Díaz, 14,745 son mujeres y 13,234 son hombres. Por lo tanto, el 47.30% de la población son hombres y el 52.70% mujeres.
Si comparamos los datos de San Felipe Jalapa de Díaz con los del Estado de Oaxaca concluimos que ocupa el puesto 27 de los 570 municipios que hay en el estado y representa un 0.7% de la población total de éste. A nivel nacional, San Felipe Jalapa de Díaz representa un 0.02 % de la población total del país.

### Religión
Al año 2000, de acuerdo al citado censo efectuado por el INEGI, la población de 5 años y más que es católica asciende a 13 769 habitantes, mientras que los no católicos en el mismo rango de edades suman 5925 personas.

## Infraestructura social y de comunicaciones

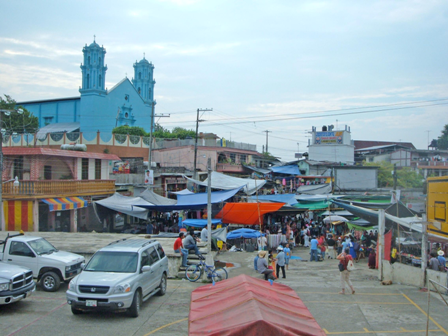
Centro de Jalapa de Díaz.

### Educación
La infraestructura está formada por: jardín de niños, escuela de educación primaria, primaria bilingüe, secundaria y centro de castellanización.

### Salud
La atención a la salud se brinda a través del seguro social y del IMSS-COPLAMAR

### Abasto
El municipio cuenta con un mercado municipal y 5 tiendas en donde se abastecen de productos de primera necesidad.

### Deporte
Cuenta con 4 canchas de básquetbol, 4 de voleibol y 1 de fútbol

### Vivienda
De acuerdo a los resultados que presentó el II Conteo de Población y Vivienda en el 2005, en el municipio cuentan con un total de 5,035 viviendas de las cuales 4,977 son particulares.

## Actividades económicas

### Agricultura
Esta actividad es la más común, siendo la producción muy variada, se produce café a gran escala, maíz, frijol, caña de azúcar, plantas medicinales y forrajeras.

### Ganadería
Cuenta con ganado bovino, caprino y porcino.

### Caza y Pesca
La practican únicamente para el auto consumo.

### Industria
Existe la elaboración de tejidos artesanales.

### Turismo
La principal fiesta del lugar se celebra el 19 de enero. El lugar ofrece grandes atractivos para desarrollar el turismo, por la gran belleza de la Barranca del Boquerón y el macizo montañoso Cerro Rabón. A ambos lugares se pueden realizar atractivas excursiones.

### Comercio
El municipio cuenta con pequeñas misceláneas en donde se encuentran artículos de primera necesidad y segunda necesidad, como son alimentos, calzado, prenda de vestir, carpinterías de muebles para el hogar y artículos de papelería y fondas familiares para los visitantes.

### Servicios
Cuenta con muchas actividades comerciales como el tianguis y diferentes giros comerciales como tlapalería, farmacias, papelería, tiendas de abarrote, boutiques.

### Explotación forestal
Se explotan racialmente los bosques, extrayendo maderas corrientes.

### Población económicamente activa por sector
De acuerdo con cifras al año 2000 presentadas por el INEGI, la población económicamente activa del municipio asciende a 5901 personas, de las cuales 5857 se encuentran ocupadas y se presenta de la siguiente manera:

## Atractivos culturales y turísticos

### Fiestas, Danzas y Tradiciones
El 19 de enero se celebra al patrón del municipio: San Sebastián.
El 13 de se celebra a San Antonio de Padua.
El 12 de diciembre se celebra la fiesta de la virgen de Guadalupe.
Se celebran ceremonias religiosas, procesiones, juegos pirotécnicos, bailes y feria popular.
En esta celebración la chinanteca se engalana con sus atuendos de color rojo y morado.

### Música
Sones propios de la región.

### Artesanías
Las artesanías del municipio son: los textiles; huipiles, cotines, blusas, mantos y manteles.

### Gastronomía
Mole negro y rojo, tlayudas con mole, tortillas de maíz, quesadillas de elote, tamales y diferentes guisados preparados de res, barbacoa de borrego.

## Gobierno
Caracterización del Ayuntamiento
El gabinete municipal está conformado por:
1 Presidente municipal. 
2 Síndicos.
9 Regidores.
3 Regidores de representación proporcional.
Regionalización política
El municipio pertenece al I distrito electoral federal y al XXIII distrito electoral local.

## Localidades de San Felipe Jalapa de Díaz
Consta de 35 localidades más la cabecera municipal.